# 酸素濃縮器

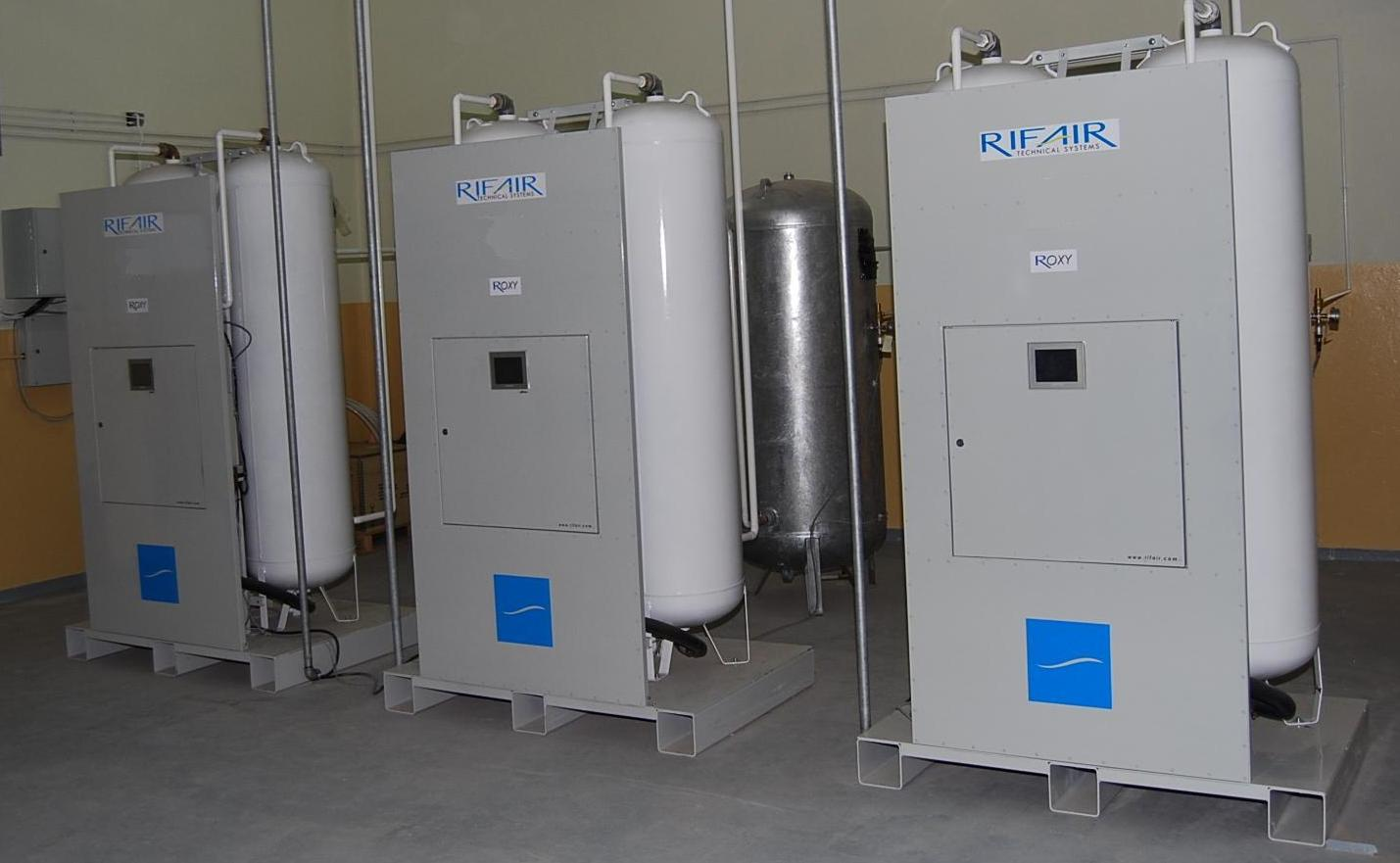
PSA MEDICAL OXYGEN GENERATOR R-OXY RIFAIR

酸素濃縮器（さんそのうしゅくき）とは、空気を吸気し、高濃度の酸素を排気する医療機器のことである。
おもに呼吸器疾患などの患者が自宅で酸素を吸入する在宅酸素療法（home oxygen therapy 略称HOT）のために使われ、PSA式（後述）の製品が多い。またパナソニックは、健康増進向けに酸素富化膜式（後述）の家庭用酸素濃縮器を販売。近年、健康目的で、酸素バーや自宅などで高濃度酸素を吸入することが流行している。
また、バーナーなどの燃焼機器の高効率化のためにも使用される。
酸素濃縮器といっても酸素と窒素を分離する装置なので、逆の構造に作れば窒素濃縮器になる。

## 流通
医療用酸素濃縮器は日本国内では50万円から80万円程度で流通しており、個人が購入する際もこの程度の価格であるが、米国内では900ドルから2500ドル程度（10万円から30万円）で流通しており、個人輸入業者を使用するなどの方法で日本国内へも無関税で輸入できる（電圧区分に注意）。なお日本国内で流通している製品は、個人向け販売をしない場合も多い。たとえば帝人やテルモなどの主要メーカーでは、医師の処方箋を必要とすることから販売ではなく患者向けのレンタル業務を主体にしている。最近では、健康ブームに乗り、酸素バーを代表とする酸素ビジネスとしての健康酸素濃縮器も流通している。20万円から70万円程度。個人向け販売も可。個人用から業務用までニーズに合わせて選べる。

## 人体用以外の用途
大規模な化学プラントなどで酸素を自家使用するのに使われたり、燃焼関連の設備で効率上昇のために使われたりもしている。(酸素燃焼)より大規模に製造する場合は、深冷分離式が使われる。深冷分離は空気の圧縮と減圧によって空気を液化させ、得た液化空気を分留することによって酸素を得る。（このとき窒素・アルゴンなどが同時に得られ、工業ガス製品となる）

## 分類

### PSA式
吸着式（吸着型）とも呼ばれる。シリンダー内に窒素を吸着する機能のある特殊なゼオライト（モレキュラーシーブ）を入れ、加圧と減圧を繰り返すことにより空気中の酸素と窒素を分離する方式（Pressure Swing Adsorption　略称PSA）。酸素97％程度まで濃縮が可能である。コンプレッサーを使用する為騒音が気になる場合もある。室温が高いほど酸素濃度は低くなり、室温が低いほど酸素濃度が不安定になる。又、ゼオライトは湿気や煙草の煙や油煙に弱い為、湿度が極端に高い場所や喫煙者の近くや台所に設置して使用すると酸素濃度が低下、煙草や油煙の脂でフィルターが目詰まりを起こしコンプレッサーの冷却が不十分となり故障の原因になるので設置場所は十分な検討が必要になる。
医療用酸素濃縮器の主流はこのタイプ。一般的な製品の性能は酸素87％から95％程度であるが、意図的に酸素濃度を40％程度に抑えた製品もある。吐出量は毎分3リットルから5リットルの製品が多いが、10リットルの製品もある。
PSA方式は、このほかにも各種ガスの分離に使用されている。

### 酸素富化膜式
酸素富化膜とは、酸素と窒素を分離する膜で、空気を通すと窒素より酸素が多く透過する特徴がある。原理的にはコンプレッサー（真空ポンプ）などの空気圧のみで機能できるが、濾過前の部分に高濃度の窒素が蓄積されるので、排気ファンが必要。コンプレッサーによる加圧・減圧の往復運動がないので、騒音が少ないなどの利点があるが、原理上、濃縮性能は条件にもよるが酸素28％から40％程度である。室温が高いほど吐出量は高く、酸素濃度は低くなる。なお、酸素富化膜を多段使用すればより高濃度の酸素吐出も可能。
酸素富化膜式の製品例としては、以下のような物がある。帝人は医療用酸素濃縮器「マイルドサンソ（酸素約40％）」シリーズを製造している。パナソニックは家庭用健康機器として酸素濃縮器「酸素エアチャージャー（酸素約30％）」や、酸素エア・コンディショナーや、酸素給湯器を発売している。ヤマハ発動機の関連会社ワイムアップは家庭用健康機器として酸素濃縮器「オキシクール32（酸素約29％）」を発売している。

### 携帯酸素発生器
二種類の薬剤と水を使用して濃度100％の酸素を発生させる携帯酸素発生器がある。これは大掛かりな酸素濃縮器ではなく安価なので、健康増進分野をはじめ国内旅行、海外旅行、さらに登山や高地の旅行の高山病予防などに利用されている。この発生器は環境汚染がなく安全性が高いので日本旅行医学会が旅行中の健康維持に最適と推奨をしている。この発生器はオーツフォレストの商品名で株式会社キートロンが発売している。使用するときに酸素を発生させるため安全性が高く、航空機へ持ち込める唯一の酸素発生器である。但し、手荷物としては持ち込めない。

## 使用
吸入に当たっては酸素マスクや鼻腔カニューラが利用されるが、よほど大流量の機器でない限り、機器の酸素吐出量は人間の吸入量よりも低いので、吸入時にはマスクなどの周辺の空気と一緒に吸入することになる（外部リンク「帝人」の図3を参照）。このため90％程度の製品でも実際の吸入濃度は著しく低下する。なお酸素ボンベの場合はガスを無駄にしないために（特に息を吐く時期には、酸素を流しても無駄になりやすい）呼吸同調器や袋付きマスクを使う場合も多い。
付近に可燃物を置いたり、火気のそばで使うことは危険であり、厳禁である。高濃度の酸素を吸入する際には、アルコールなどの可燃気体が気管や肺にあると肺の中などで発火する可能性があるので、飲酒など可燃気体を含む飲食の後は危険である。にもかかわらず、煙草、蚊取り線香、各種ストーブやコンロ等による火災事故が後を絶たず、患者の意識とモラルが問われている（煙草の吸い過ぎにより呼吸器疾患に罹患したにもかかわらず医師の指導に従わず禁煙しないなど）。

## 周辺用品
- パルスオキシメーター
指などでセンサーを挟んで、血中酸素飽和度を測定する装置。
- 酸素濃度計
空気中の酸素濃度を測定する機械。ガルバニ電池式・ジルコニア式などがある。通常は保守点検作業時に機器から吐出される酸素の濃度を測定する際に使用する。
- カニューラ／カニューレ／カヌラ
酸素を吸入するときに使用する、鼻腔にあてがうノズル、およびそれにつながっているチューブのこと。一部の機器では、カニューラが折れて酸素の供給が止まると警告する機能がある。一部では音楽用ヘッドホンに装着した製品もある。
- 加湿ボトル
数百mL（ミリリットル）の水（精製水）を入れ、水中に酸素を通して加湿し、乾燥による鼻の傷みをなくする器具。酸素濃縮器の吐出部に装着される場合が多い。気温が下がる冬場は結露による水滴が発生しやすいのでチューブをタオルで包む等冷たい外気に晒さないように注意する必要がある。自動加湿機能を備え省略した機種もある。